# 강지민
강지민은 대한민국의 싱어송라이터이다.

## 개요
강지민 1집 '간직해줘'로 데뷔하였다. 10여년 간의 라이브 무대 공연을 통해, 다양한 장르의 곡들을 자신만의 매력으로 표현해내며 그 가창력을 인정받고 있다. 라이브 공연을 녹화한 동영상이 유튜브 등을 비롯한 인터넷 사이트에 게시되어 알려지기도 하였으며, 공연을 통해 약 2000여 곡의 노래를 불렀다.
2만회가 넘는 라이브 공연을 통해, 국내 최초 라이브 유튜브 스타로 자리매김하면서, 통기타 가수 쎄시봉 친구들의 뒤를 이어, 7080 신세대 뮤즈로 각광받고 있으며, 수 많은 언더그라운드 가수들의 원조 롤모델의 역할을 하고 있다.

'라이브 카페의 여왕'을 넘어서, '콘서트형 가수'로 변신하여, 10년째 매회 매진 기록을 경신해나가는 ‘소극장 콘서트’를 꾸준히 개최해가고 있다.
2020년 <통기타 트롯>, <통기타 하나로> 라는 새로운 장르를 만들어냈으며, 단숨에 1억뷰가 넘는 큰 주목을 받고 있다.

2011년 10월 26일, 자작곡 중심의 2집 앨범을 출시하였다. 2012년 10회의 단독 콘서트를 하였다. 2013년 3월 팬클럽 회원들의 글을 모은 책을 출판하였다. 그녀의 팬클럽 회원 수는 2020년 12월 기준으로 3만 8천여 명이다. 2012년 1월부터, 정기적으로 단독 콘서트를 하고 있다. 2013년 가을, 정규음반 3집 <매력>을 발매하였다. 2015년 11회의 단독 콘서트를 하였고, 같은 해 8월 정규음반 4집을 발매하였다. 2016년 4월 자작곡 '제주여행'을 한국어·중국어·일본어 버전으로 부른 디지털 싱글 앨범 'I♥JEJU 프로젝트'를 발매하였다. 2018년 11월 디지털 싱글 앨범 '나의 반쪽, 통일을 염원하며'(: 2017년 통일부 주최 창작곡 경연대회 결승전 TOP 10 진출곡)를 발매하였다.  2021년 2월 현재 유투브 구독자 24만을 돌파하고 있으며 계속해서 신곡을 유튜브로 업로드해 주고 있다.

## 팬클럽 강사모
포털사이트 다음의 카페로 존재하고 있는 강지민의 팬클럽 은 강지민의 음악생활에서 결코 빼놓을 수 없는 존재이다. 그녀가 무명의 라이브가수 시절부터 그녀의 곁을 지키며 아이돌 팬덤을 뛰어넘는 열광적인 지지와 응원을 보여줬고, 실제 강지민의 이름이 인터넷 상에서 널리 알려진 계기가 된 유튜브의 수많은 그녀의 라이브 동영상 은 팬클럽 회원들이 직접 촬영하여 업로드하는 열의를 통해 형성된 것이다. 

한때 그녀가 평범한 삶을 위하여 노래 포기를 선언했을 때도 흔들리지 않고 그녀를 믿고 기다리며, 복귀를 선언했을 때 그 누구보다 따뜻하게 그녀를 맞아주었다. 한 사람의 지금 모습이 있게 한 것을 무엇 때문이다라고 단정내리는 것이 매우 위험한 일이지만, 현재의 가수로서의 강지민을 있게 한 가장 큰 원동력은 바로 그녀의 팬클럽이다.
그만큼 강지민에게 그녀의 팬클럽 강사모는 특별한 존재이다.

## 음반 목록
- 강지민 1집 간직해줘 (1996)

```
1. 간직해줘 (4:15), 작사 / 작곡 :강영호
2. 이별의 끝에서 (5:31), 작사 : 강지민 / 작곡 : 강영호
3. Lady (3:21), 작사 : 강지민 / 작곡 : 강영호
4. 이해를 바라며 (4:39) 작사 : 강지민 / 작곡 : 권준
5. 언제라도 (3:57), 작사 / 작곡 : 이완제
6. 친구처럼 (3:18), 작사 / 작곡 : 강영호
7. 다음 세상에서 (4:26), 작사 : 김명훈 / 작곡 : 김이곤
8. 간직해줘 (연주곡) (4:16)
```

- 강지민 2집 이별하는 밤 (2011)

```
1. 이별하는 밤 (3:51), 작사/작곡 : 강지민

2. 행복한 우리 (3:12), 작사/작곡 : 강지민

3. 바다여행 (3:16), 작사/작곡 : 강지민

4. 완전한 사랑 (3:48), 작사/작곡 : 강지민

5. 겨울밤 (3:25), 작사/작곡 : 강지민

6. 꿈을 찾아 (3:21), 작사 : 강지민 / 작곡 : 권순일

7. 거짓말이죠 (3:49), 작사 : 강지민 / 작곡 : 권순일

8. 기타는 내 친구 (3:24), 작사 : 강지민 / 작곡 : 권순일

9. 왜 생각날까 (3:52), 작사 : 강지민 / 작곡 : 김준철
```

- 강지민 3집 매력 (2013)

```
1. 매력 (3:53), 작사/작곡 : 강지민

2. 여름날의 연인 (4:06), 작사/작곡 : 강지민

3. 길을 걷다가 (4:01), 작사/작곡 : 강지민

4. 무지개 (천사의 노래) (4:07), 작사/작곡 : 강지민

5. 불꽃으로 (4:14), 작사/작곡 : 강지민

6. 두근두근 사랑을 시작할까요 (3:58), 작사/작곡 : 강지민

7. 내 친구 냥이 (4:13), 작사/작곡 : 강지민

8. 나의 길 (4:00), 작사/작곡 : 강지민

9. 그렇게 그대를 보냈네요 (3:42), 작사/작곡 : 강지민
```

- 강지민 4집 아차차 (2015)

```
1. 아차차 (3:55), 작사/작곡 : 강지민

2. 묻지 말아요(4:04), 작사/작곡 : 강지민

3. 길 잃은 아이(3:48), 작사/작곡 : 강지민

4. 덫 (3:45), 작사/작곡 : 강지민

5. 얼굴이 작았으면 (2:33), 작사/작곡 : 강지민

6. 달콤달콤 쏭 (2:48), 작사/작곡 : 강지민

7. 이별의 이유 (4:02), 작사/작곡 : 강지민

8. 꼬꼬마 어린 시절 (3:23), 작사/작곡 : 강지민

9. 비가 내리는 날엔 (2:58), 작사/작곡 : 강지민

10. 눈물이 흘러 내립니다 (4:51), 작사/작곡 : 강지민
```

- 강지민 디지털 싱글 앨범  -   I♥JEJU 프로젝트 (2016)

```
1. 제주여행 (제주여행 Korean Ver.)(3:38), 작사/작곡 : 강지민

2. 濟州之旅 (제주여행 Chinese Ver.)(3:41), 작사/작곡 : 강지민

3. ジェジュへのたび / Jejueno Tabi (제주여행 Japanese Ver.)(3:41), 작사/작곡 : 강지민
```

- 강지민 디지털 싱글 앨범  -  '나의 반쪽, 통일을 염원하며' (2018)

```
1. 나의 반쪽, 통일을 염원하며 (3:15), 작사/작곡 : 강지민
```

## 방송 출연
- 2011년 1,2 월 EBS FM <성공 예스쇼>
- 2011년 4월 11일 EBS FM <영화 음악실>
- 2011년 4월 22일 YTN <이슈 & 피플 >
- 2011년 5월 11일 MBC 표준 FM <박혜진이 만난 사람>
- 2011년 5월 16일 KBS 대전 FM <사랑방 손님과 라이브>
- 2012년 4월 19일 MTN <MTN 스타뉴스 플러스>
- 2012년 5월 28일 C&M <김민호의 사람 이야기>
- 2012년 5월 ~ 12월 국방 FM <윤태규의 2시의 휴게실>
- 2012년 11월 8일 부산 MBC 특집 제 4회 가을산사 음악회
- 2013년 3월 7일 KBS 전주 FM 2 <즐거운 저녁길>
- 2013년 5월 30일 원음방송 <톡!톡! 미니콘서트>
- 2013년 6월 1일, 15일, 29일, 7월 13일, 9월 28일, 11월 2일 TBN 한국교통방송 <신나는 운전석>
- 2013년 10월 10일 KBS 대전총국 개국 70주년 KBS 콘서트 "한여름밤의 추억여행"
- 2013년 11월 15일 MTN 머니투데이 <스타뉴스 플러스>
- 2014년 1월 3일 BBS 불교방송 <활력충전 2시 4시>
- 2014년 1월 14일 TBN 인천 교통방송 <차차차>
- 2014년 2월 14일 SBS 러브 FM <노사연, 이성미쇼>
- 2014년 2월 21일 국방 TV <전쟁과 음악사이>
- 2014년 3월 19일 창원 MBC FM4U <정오의 희망곡>
- 2014년 4월 4일 TBS FM <힘내라 2시>
- 2014년 5월 23일 SBS 러브FM <최백호의 낭만시대>
- 2014년 5월 31일 TBN 한국교통방송 <신나는 운전석>
- 2014년 6월 15일 MBC MUSIC <가요시대>
- 2014년 6월 24일 BBS불교방송＜뮤직박스＞
- 2014년 10월 19일 MBC MUSIC ＜가요시대＞
- 2014년 11월 30일 MBN 8시 뉴스 '중년의 아이유' 강지민을 아시나요?
- 2014년 12월 14일, 2015년 1월 25일, 3월 8일, 5월 3일, 6월 21일, 7월 26일, 9월 6일, 9월 23일(TBN강원교통방송), 9월 27일(추석특집), 11월 8일, 12월 13일, 1월 17일, 3월 6일, 4월 3일 TBN 한국교통방송(TBN DMB)＜신나는 운전석＞
- 2015년 9월 12일 KCTV 제주방송 <Sing & Talk 바오젠 콘서트>
- 2015년 9월 25일, 9월 29일, 12월 31일, 2016년 2월 5일 TBS FM ＜달콤한 밤＞
- 2015년 9월 28일 SBS 러브FM ＜노사연 이성미 쇼＞
- 2015년 9월 23일 TBN 강원교통방송＜라이프매거진＞
- 2016년 1월 26일 TBN 인천교통방송＜낭만이 있는 곳에＞
- 2016년 8월 4일 MBC MUSIC ＜소풍＞
- 2016년 9월 30일, 10월 14일, 10월 28일, 11월 11일, 11월 25일, 12월 9일, 12월 23일, 2017년 1월 6일, 1월 27일, 2월 10일, 2월 24일, 3월 17일 SBS 러브FM ＜김흥국, 봉만대의 털어야 산다＞
- 2016년 9월 10일 YTN USA 효도콘서트 '강지민 LA 단독콘서트'
- 2017년 9월 5일 CBS 음악 FM <김현주의 행복한 동행> -"생명사랑 토크 콘서트"
- 2017년 9월 15일 YTN USA 효도콘서트 '강지민 LA 단독콘서트'
- 2017년 11월25일 KBS 1TV ＜노래가 좋아＞특집 '가요계의 숨은 보석을 찾아서' 우승
- 2019년 2월 9일 대구 MBC 라디오 <낭만콘서트 청춘연가>
- 2019년 10월 17일, 24일 여수 MBC <오 마이 싱어>
- 2020년 10월 19일 TBS FM <최일구의 허리케인 라디오＞
- 2020년 11월 19일,26일,12월 3일 BBS 불교방송＜김흥국의 백팔가요>
- 2020년 12월 16일 KBS 아침마당
- 2020년 12월 1일~ TBS FM ＜이가희의 러브레터＞-'강지민의 라이브스케치' 매주 월요일 고정출연 중
- 2021년 1월 20일 KBS 아침마당